# Echter Alant
Echter Alant (Inula helenium), meist kurz Alant genannt, ist eine Pflanzenart aus der Gattung Alante (Inula) innerhalb der Familie der Korbblütler (Asteraceae). Sie wird bereits seit der Antike als Heil- und Gewürzpflanze verwendet.

## Namen
Diese Pflanzenart trägt je nach Region sehr unterschiedliche deutschsprachige Trivialnamen. Dazu zählt Altkraut, Brustalant, Darmkraut, Darmwurz, Edelwurz, Glockenwurz, Helenenalant, Helenenkraut, Odinskopf und Schlangenkraut. Mittelhochdeutsch sind alan, aland und alant belegt.
Der griechische Name von Alant ist Ἑλένιον, der lateinische Helenium (früher auch Elenium geschrieben). Der Echte Alant wurde auch als Enula und Enula campana bezeichnet.).
Das botanische Artepitheton helenium spielt auf zwei Legenden der Antike an. Nach der einen soll Helena, bevor sie von Paris von Griechenland nach Troja entführt wurde, ihre Hände mit den Blüten dieser Pflanze gefüllt haben. Nach einer anderen Legende wuchs die Pflanze dort, wo Helenas Tränen den Boden benetzten. Möglicherweise bezog sich die antike Bezeichnung helénion aber nicht auf die in der Ilias erwähnte Helena, sondern auf Helénē, eine minoische Vegetationsgöttin.

## Beschreibung und Inhaltsstoffe

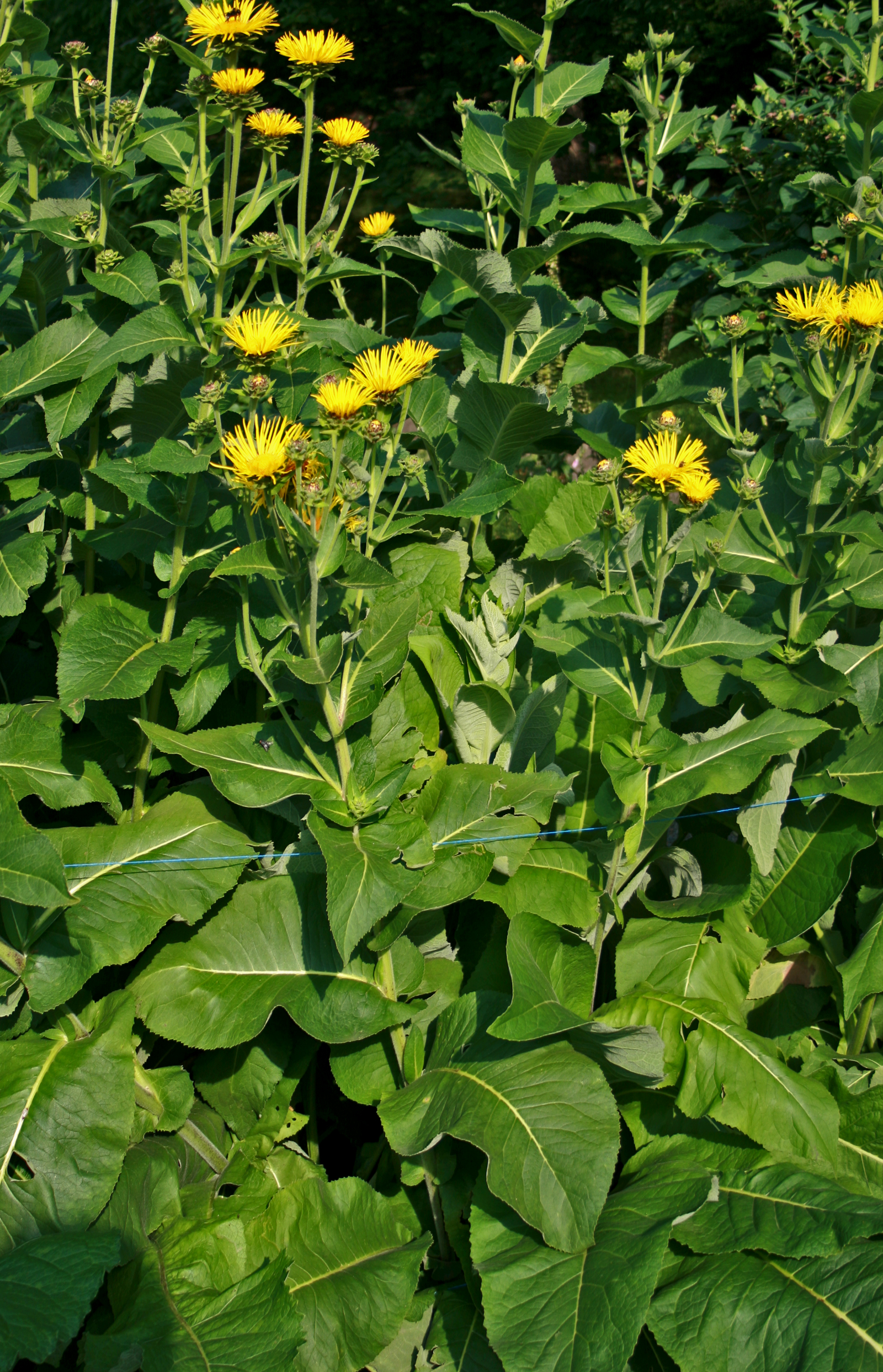
Habitus, Laubblätter und Blütenstände

### Vegetative Merkmale
Echter Alant wächst als ausdauernde krautige Pflanze und erreicht Wuchshöhen von bis zu 2 Metern. Der starke Wurzelstock hat einen aromatischen Geruch. Er enthält viel Inulin, ein dem Fruchtzucker ähnliches Kohlenhydrat.
Die Blattunterseite ist filzig behaart. Die Grundblätter und die unteren Stängelblätter sind am Spreitengrund in einen oberwärts geflügelten Stiel verschmälert. Ihre Blattspreite ist bei einer Länge von 40 bis 80 Zentimetern sowie einer Breite von 13 bis 25 Zentimetern breit-lanzettlich bis oval. Die mittleren Stängelblätter sind kleiner, oval bis eiförmig mit spitzem oberem Ende und mit herzförmigem Grund sitzend. Die oberen Stängelblätter sind halbstängelumfassend sitzend.

### Generative Merkmale
Die Blütezeit reicht von Juli bis September. Die Hülle ist bei einem Durchmesser von etwa 2 Zentimetern sowie einer Höhe von etwa 1,5 Zentimetern becherförmig. Die äußeren Hüllblätter sind hochblattartig, sind fast ganz krautig, 8 bis 10 Millimeter breit, abstehend und außen filzig behaart. Die inneren Hüllblätter sind ganz häutig, unten strohfarben und oben bräunlich. Die auffälligen körbchenförmigen Blütenstände sind mit einem Durchmesser von 6 bis 7 Zentimetern relativ groß. Der Blütenkorb enthält Scheiben- und Strahlenblüten. Die gelben Zungenblüten sind weiblich und enden mit einer Zunge, die bei einer Breite von etwa 2 Millimetern sowie einer Länge von 2 bis 3 Zentimetern linealisch ist.
Die Achänen sind bei einer Länge von 4 bis 5 Millimetern zylindrisch. Ihr Pappus ist 8 bis 10 Millimeter lang und besteht aus bräunlichen Borsten.
Die Chromosomenzahl beträgt 2n = 20.

## Herkunft und Standortanforderungen

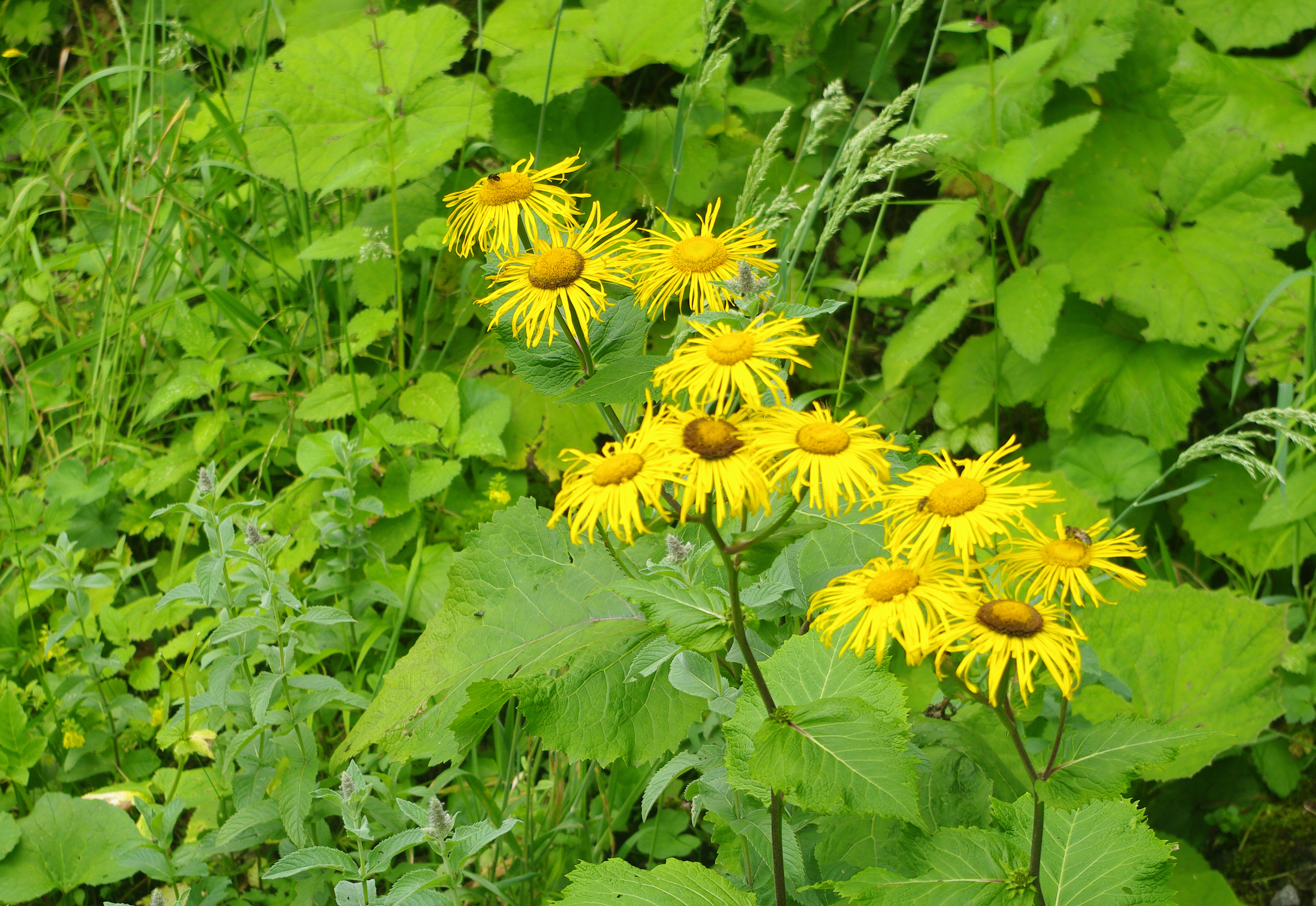
Inula helenium subsp. orgyalis

Echter Alant stammt ursprünglich aus Klein- und Zentralasien. Er ist auch in Spanien heimisch. Angebaut
wird er u. a. in Deutschland, in den Niederlanden und auf dem Balkan. Der Echte Alant gedeiht meist an leicht feuchten, halbschattigen Standorten. Verwildert kommt er häufig in Pflanzengesellschaften der Unterklasse Galio-Urticenea und des Verbands Arction vor.

## Systematik
Die Erstveröffentlichung von Inula helenium erfolgte 1753 durch Carl von Linné in Species Plantarum, Tomus II, S. 881.
Je nach Autor gibt es mehrere Unterarten:
- Inula helenium L. subsp. helenium
- Inula helenium subsp. orgyalis (Boiss.) Grierson (Syn.: Inula orgyalis Boiss.): Sie kommt in der Türkei vor.[11]
- Inula helenium subsp. pseudohelenium Grierson: Sie kommt in der Türkei vor.[11]
- Inula helenium subsp. turcoracemosa Grierson: Sie kommt in Armenien und in der Türkei vor.[11]
- Inula helenium subsp. vanensis Grierson: Sie kommt in der Türkei vor.[11]

## Abbildungen

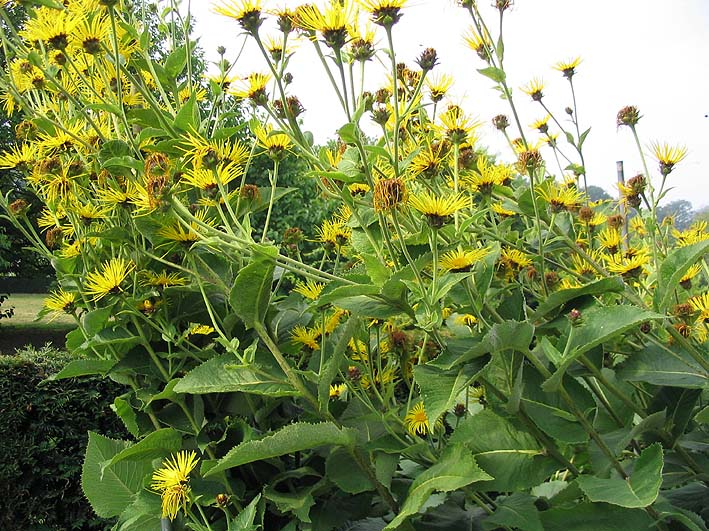
Habitus Laubblätter und Blütenkörbe
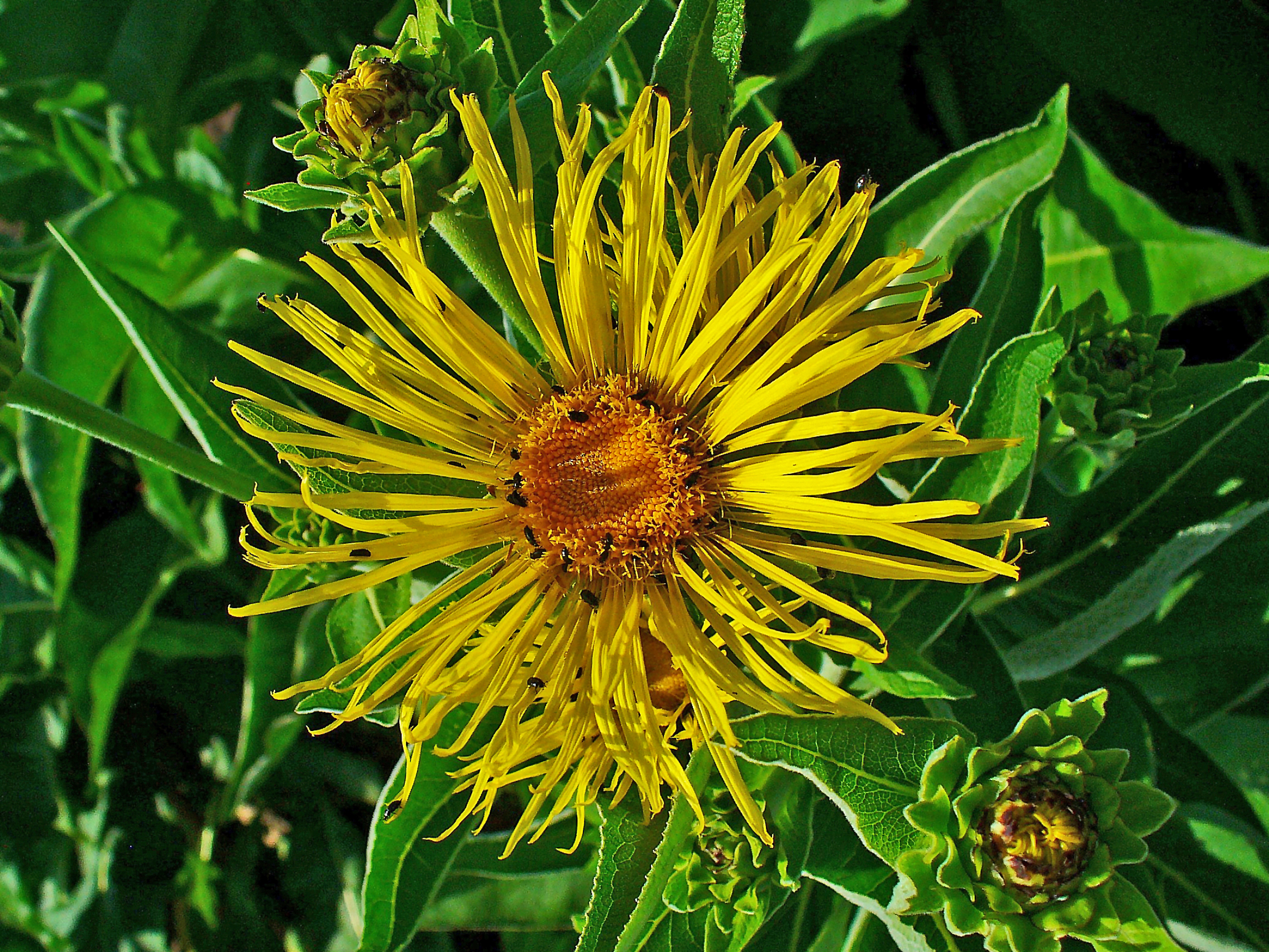
Blütenkorb
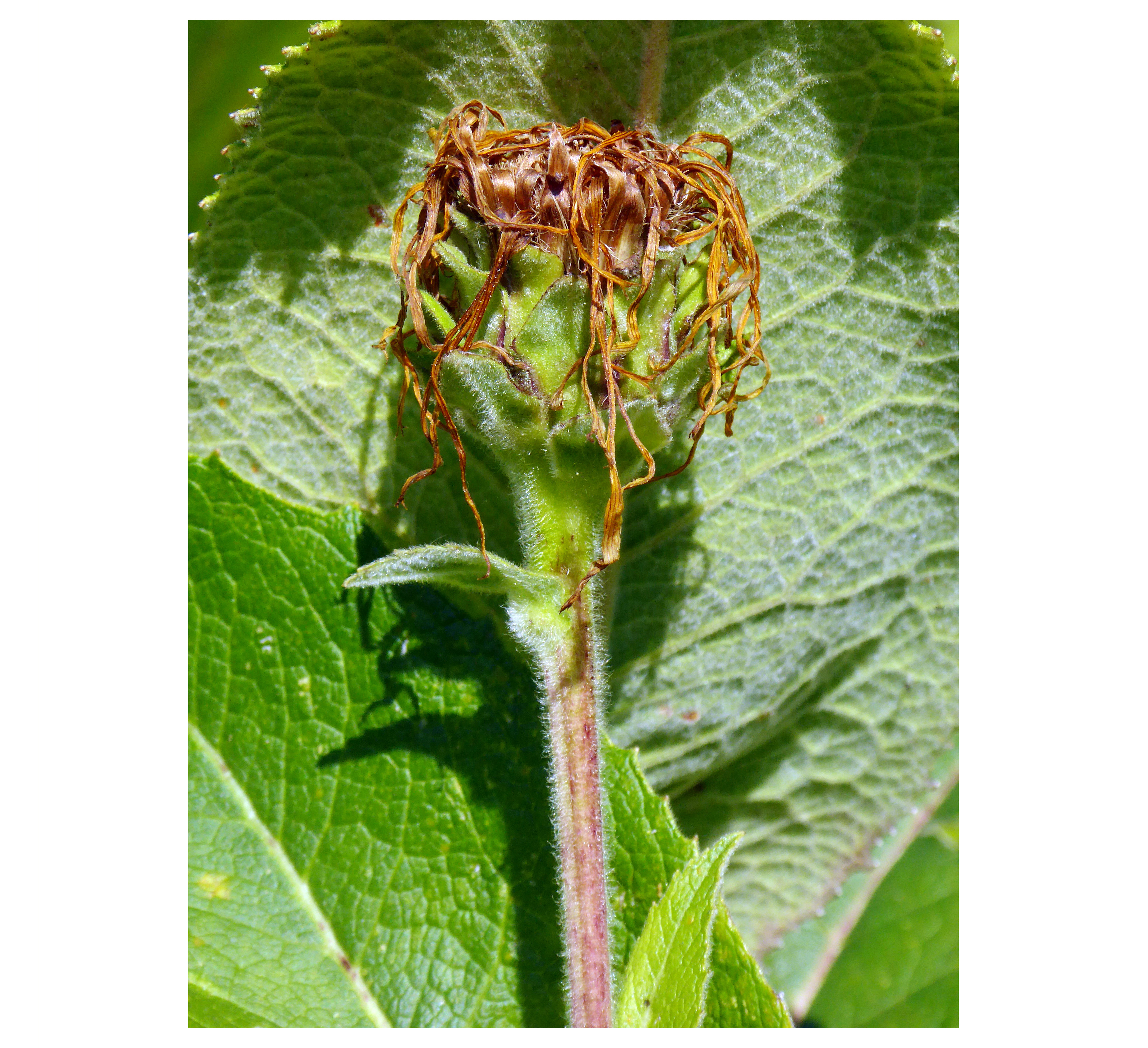
Blütenkorb nach der Anthese

## Nutzung

### Gewürz
Alant wird heute nur noch selten in der Küche eingesetzt. Die Wurzel des Alant (Droge: Helenii radix) fand seit der Antike aufgrund ihres bitteren, harzigen Geschmacks zum Teil Verwendung als Gewürz für Süßspeisen und Magenbitter. Horaz beschreibt in seiner achten Satire ein Gericht aus gekochten Alantwurzeln und weißen Rübchen. Plinius der Ältere legte seinen Lesern nahe, Alantwurzeln zu kauen, um den Geschmackssinn zu verfeinern, die Verdauung anzuregen und die Stimmung zu heben. Die Rezeptsammlung De re coquinaria aus dem 4. Jahrhundert, die auf den römischen Feinschmecker und Koch Apicius zurückgehen soll, zählt Alant sogar zu den Gewürzen, die in einem römischen Haushalt vorhanden sein müssen, „auf dass es beim Würzen an nichts fehle“. In dem Edikt des Diokletian war der Preis von Alant auf 5 Denare für ein Pfund festgesetzt. Aus dem Jahr 329 nach Chr. ist belegt, dass 1000 Denare pro Pfund gezahlt wurden.
Kandierter Alant galt lange Zeit als Leckerbissen. Da viele Menschen auf Alant mit Allergien reagieren, findet Alant fast nur noch in Likören Verwendung.

### Geruch
Wie eine Reihe anderer Pflanzen verwendete man den Alant im Mittelalter und in der frühen Neuzeit, um die Zimmerluft zu verbessern. Er wurde auf die Glut in den offenen Kaminen geworfen. Die in Alkohol ausgezogene Wurzel ergibt eine süßlich herbe Geruchslotion und eignet sich bei entsprechender Verdünnung als Rasierwasser.

### Färbepflanze
Die (von Natur aus Harnstoff enthaltende) in Urin gebeizte und zerstoßene Alantwurzel ergibt mit Pottasche und Heidelbeeren einen blauen Farbstoff.

## Alant im Volksglauben
Der Alant wurde in den Weihebusch eingebunden, der an Mariä Himmelfahrt, dem 15. August zur Kräuterweihe gebracht wird. Im Sauerland werden in den Kräuterweihebusch so viele Alantblüten eingebunden, wie Kühe im Stall stehen.
Im Volksglauben galt der Alant auch als dämonenabwehrend. In der Steiermark räucherte man am Christabend mit Alant die Stuben und Ställe aus. Als Pflanze des Abwehrzaubers war er ein altes Mittel gegen die Pest.
Als Amulett um den Hals getragen, sollte er vor Behexen schützen.

## Geschichte
Alant wird bereits in ägyptischen Papyri erwähnt. Im römerzeitlichen Spanien war die Pflanze nach Isidor von Sevilla als ala bekannt.
Er beschreibt die Wurzel als aromatisch, die Blätter als scharf.
Überwiegend verwendeter Teil ist die Wurzel (Helenii rhizoma). Alant zählt zu den seit der Antike bekannten Heilpflanzen. Bei Dioskurides und Plinius wird „Helenion“ gegen Husten, Krämpfe und Magenschwäche empfohlen.
Plinius erwähnt, dass Livia, die Gattin des Augustus, ihn täglich aß – bekanntlich wurde sie 88 Jahre alt. Im gesamten Mittelalter war Alant eine hochgeschätzte Heilpflanze, die besonders in Form des Alantweins als Allheilmittel galt. Im slawischen Sprachraum wurde Alant (glagol. оман) als Hustenmittel genutzt.
In der Volksmedizin war Alant bzw. die „Alantwurz“ ebenfalls sehr beliebt und wurde bei Leiden wie Bronchialkatarrhen, Husten, Blähungen, Harnverhalten, Magen-Darm-Beschwerden, Gelbsucht und Würmern verwendet. Davon berichtet etwa Nicholas Culpeper im 17. und Carl von Linné im 18. Jahrhundert. Eine Salbe aus Alantwurzel und Schweineschmalz wurde äußerlich gegen Krätze, Geschwüre und Ekzeme benutzt. Wunden und Geschwüre können mit frischen Alantblättern behandelt werden. In Siebenbürgen und im Spreewald wurde der Alant bei Brustbeschwerden wie Tabak geraucht. In Moldawien wurde Alant bei Brustschmerzen, Husten und Atemnot verwendet.
Größere Mengen können zu Erbrechen, Durchfall, Krämpfen und Lähmungen führen. Die Kommission E des ehemaligen Bundesgesundheitsamtes (BGA) bewertete den medizinischen Nutzen von Alantwurzel 1988 negativ.

### Historische Abbildungen

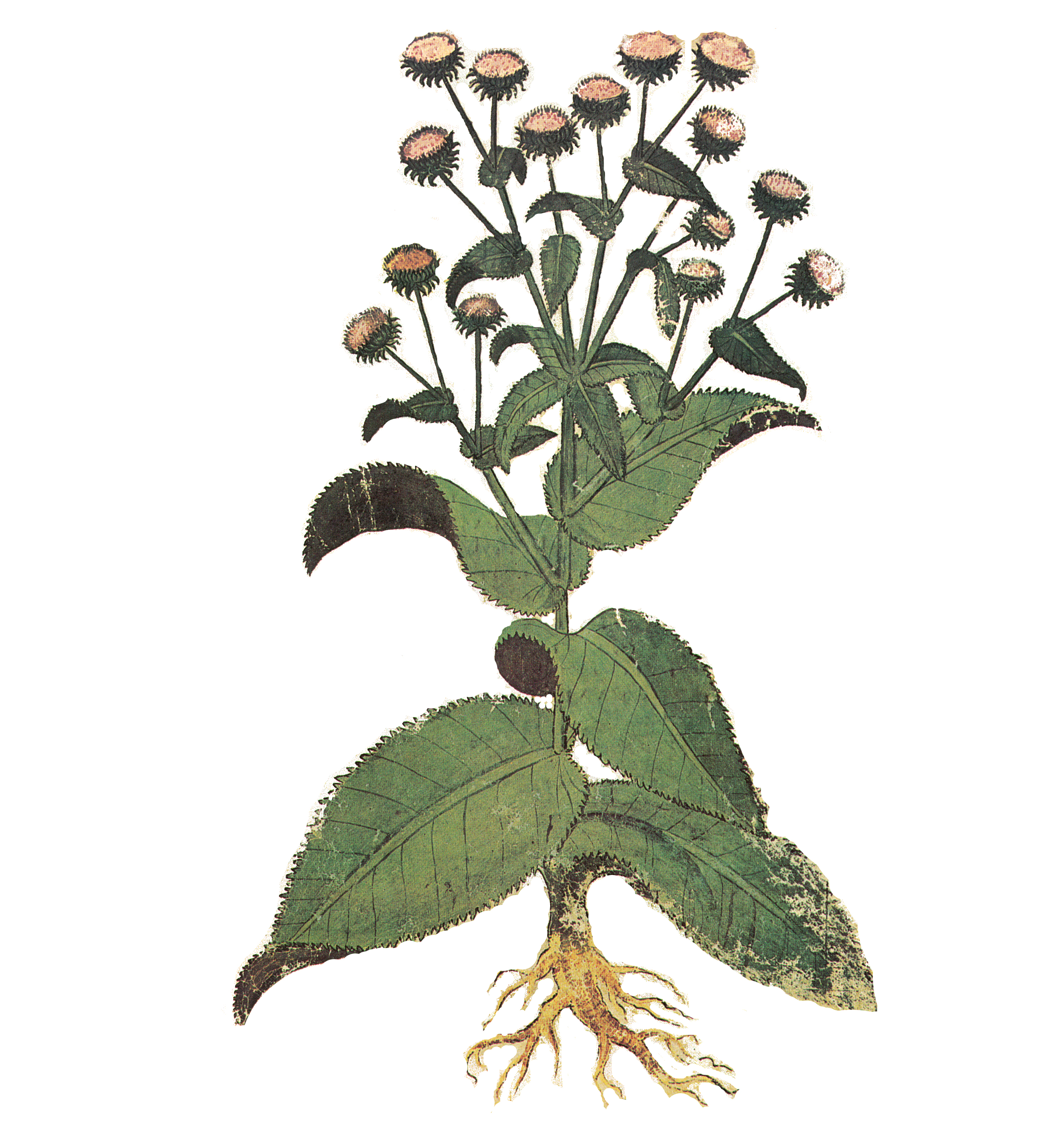
Wiener Dioskurides  6. Jahrhundert
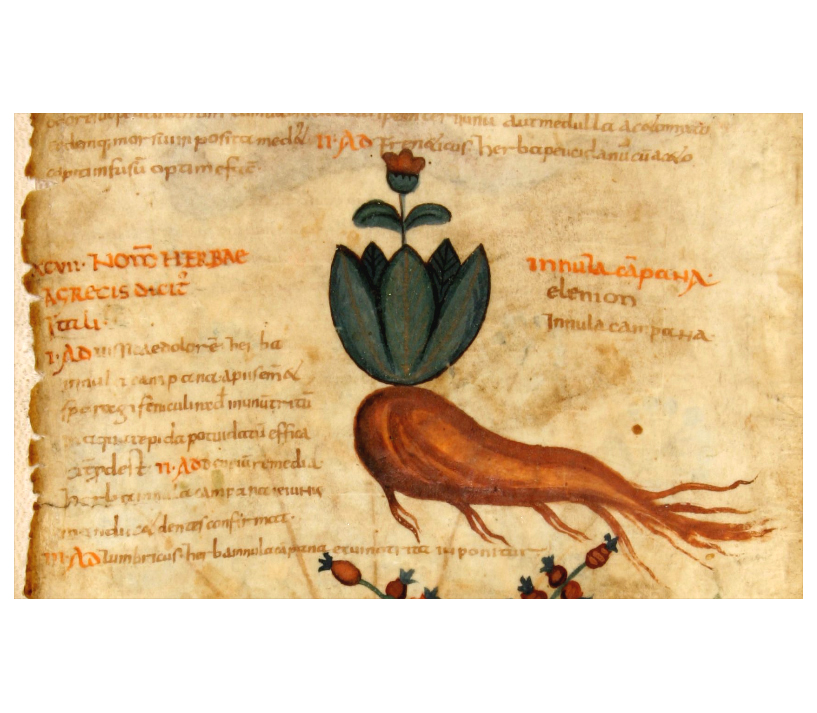
Pseudo-Apuleius  Kassel 9. Jahrhundert
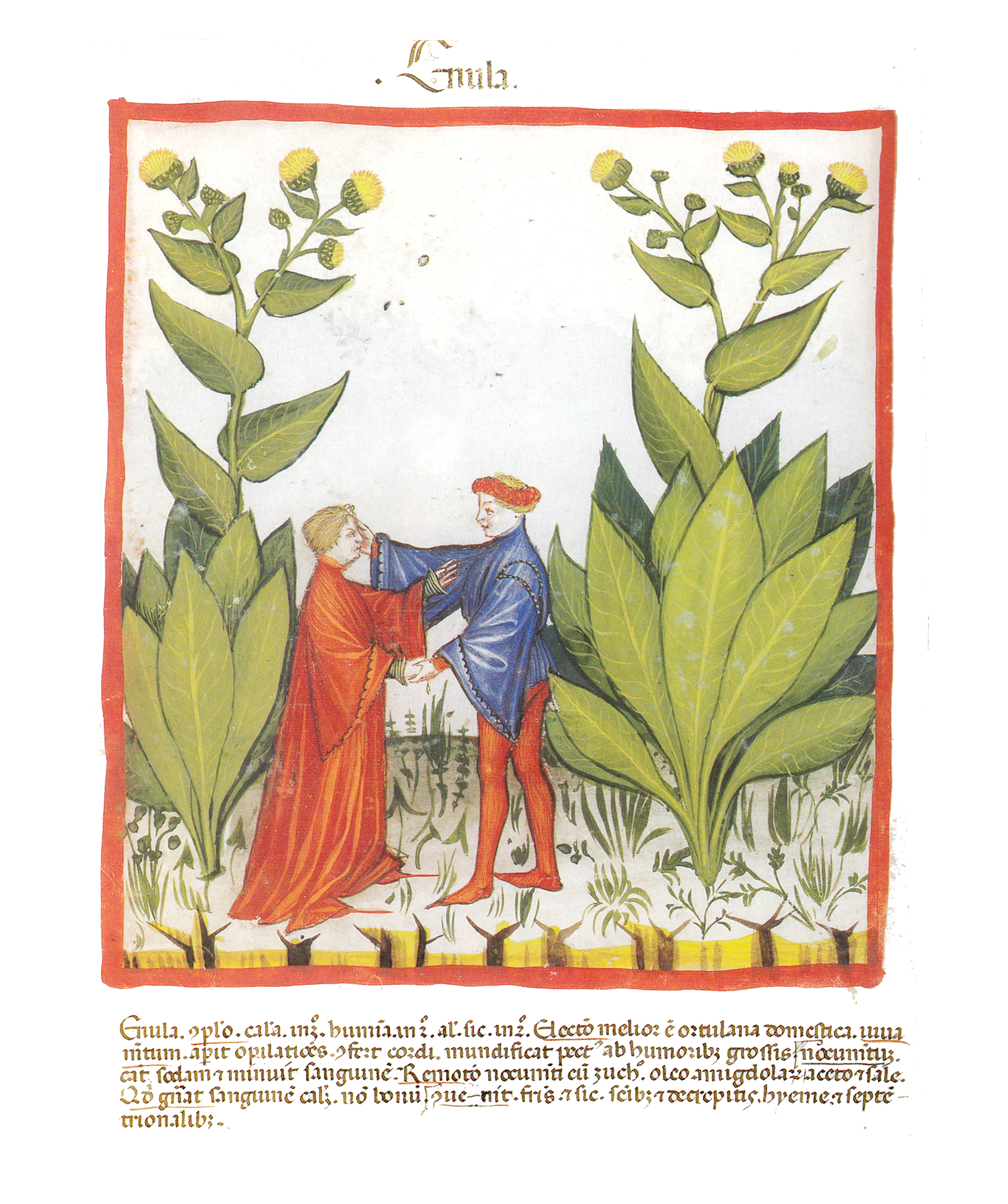
Tacuinum sanitatis 14. Jahrhundert
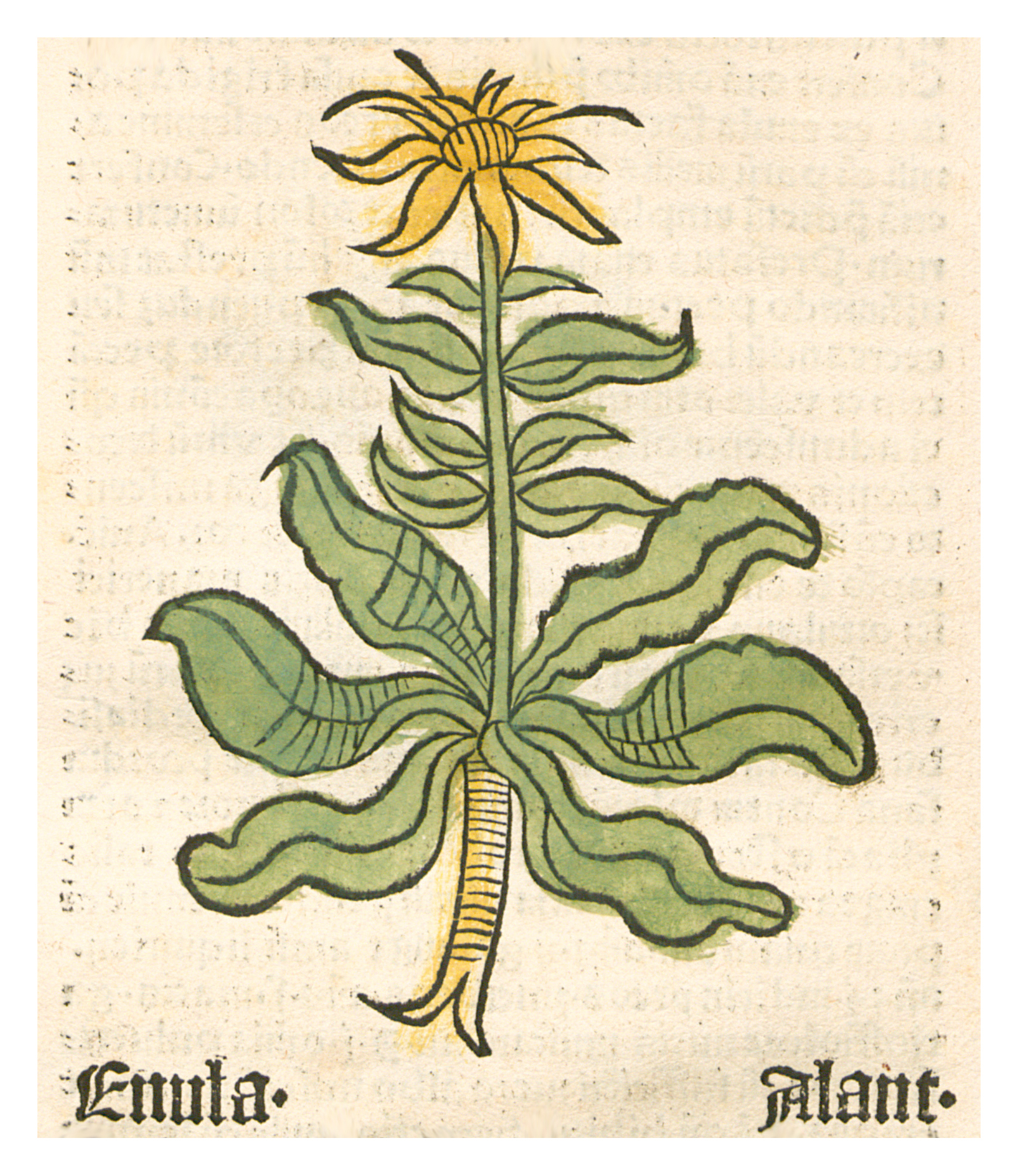
Herbarius moguntinus 1484
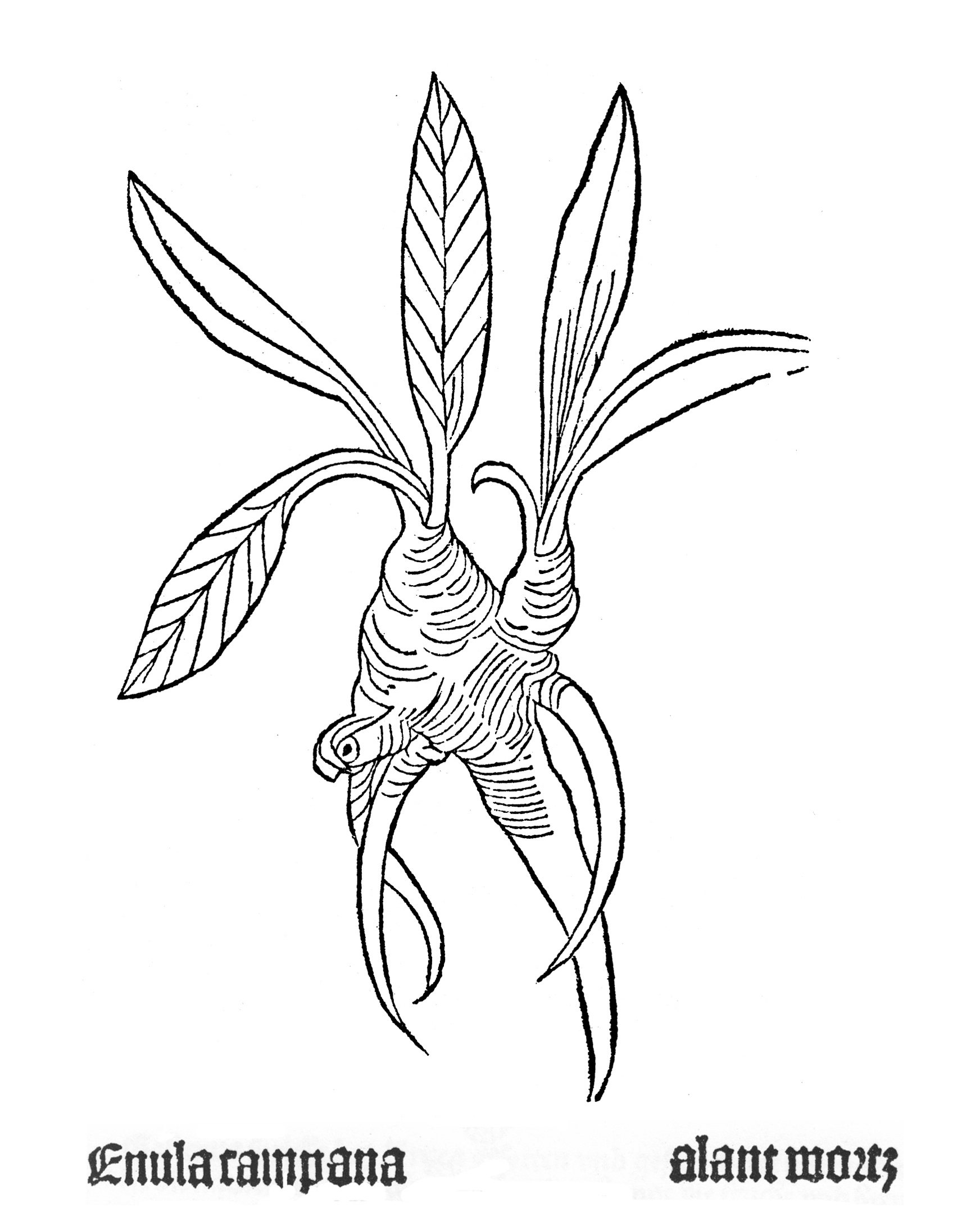
Gart der Gesundheit 1485
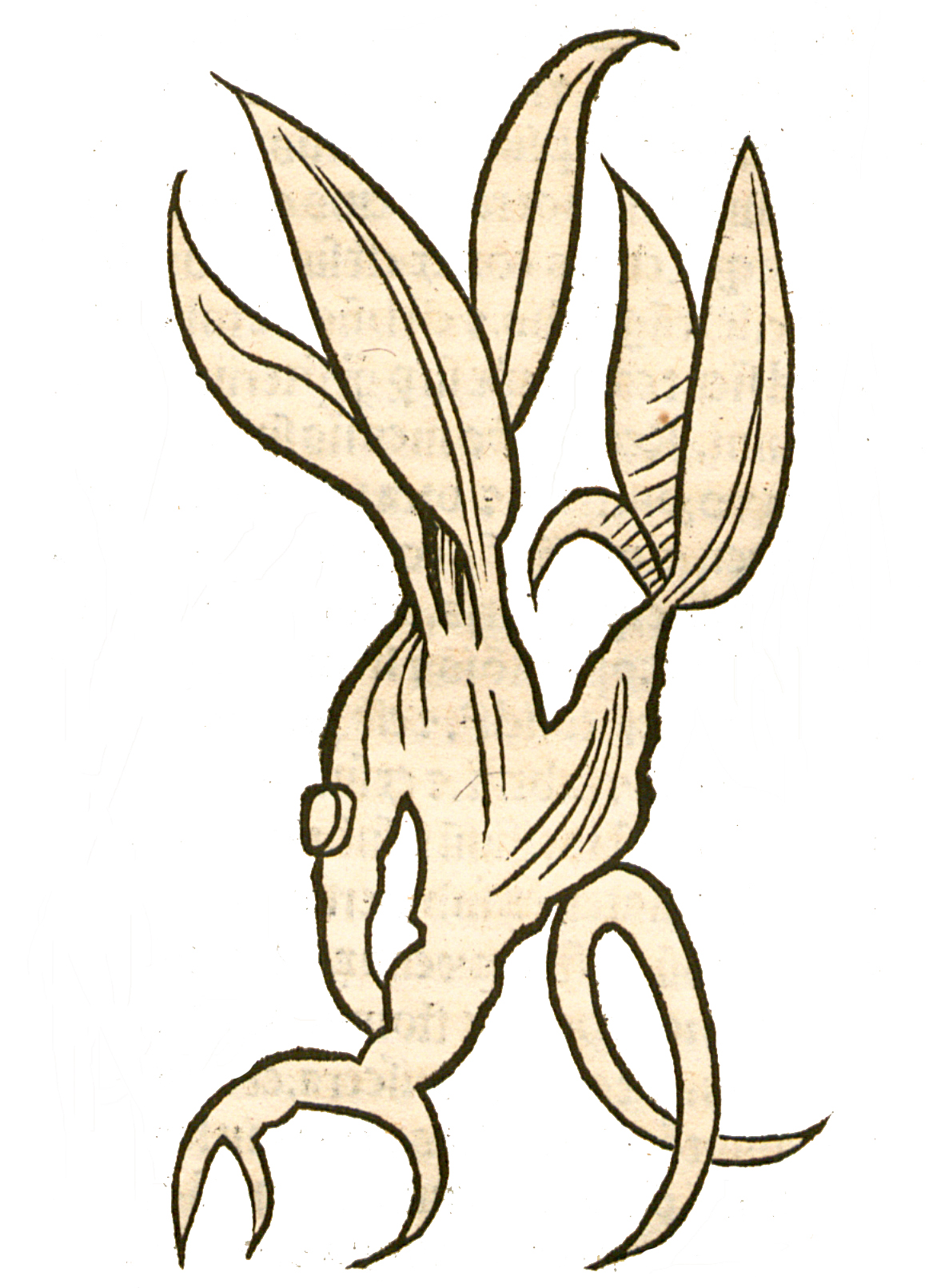
Hortus sanitatis 1491
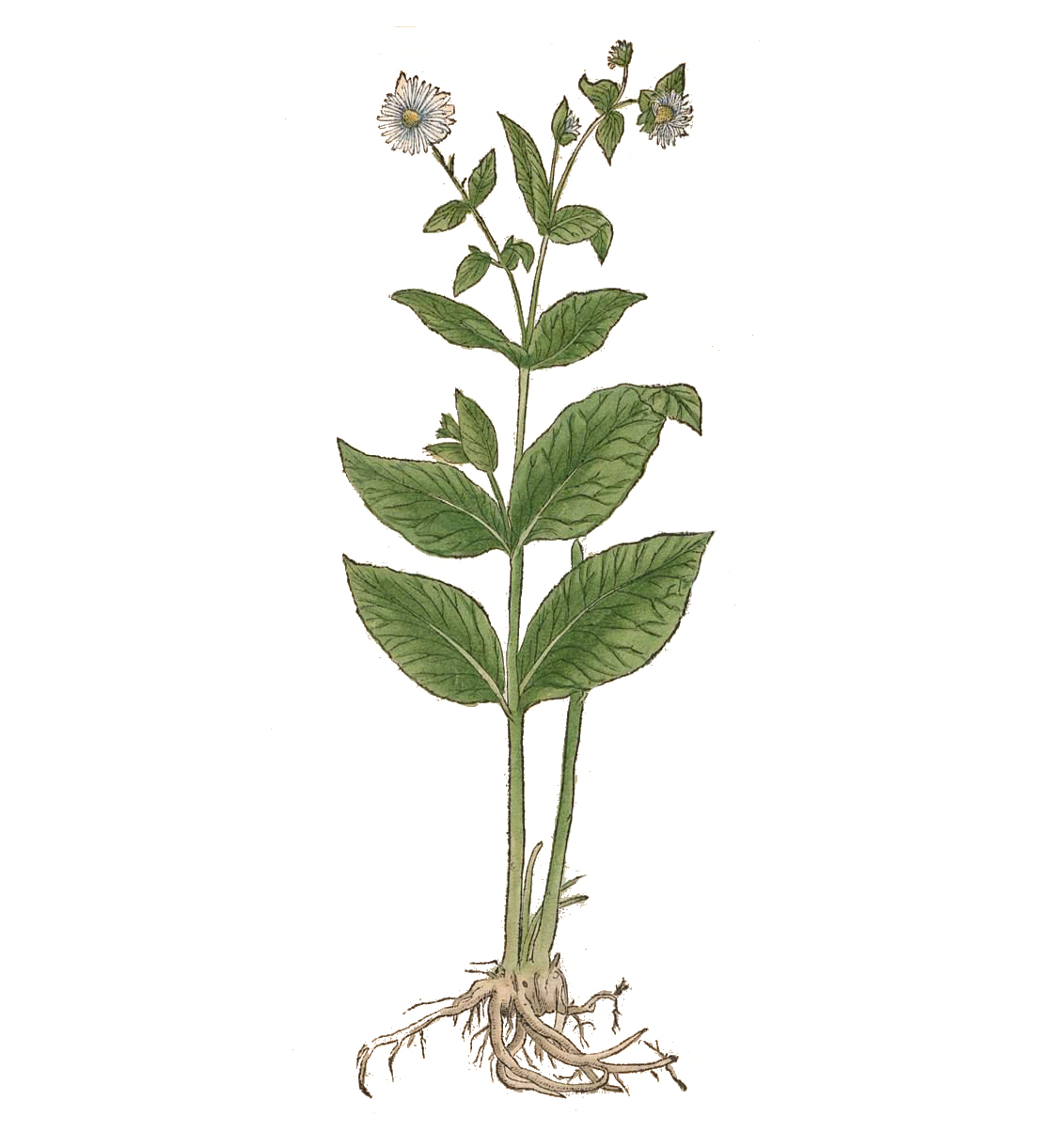
Otto Brunfels 1537
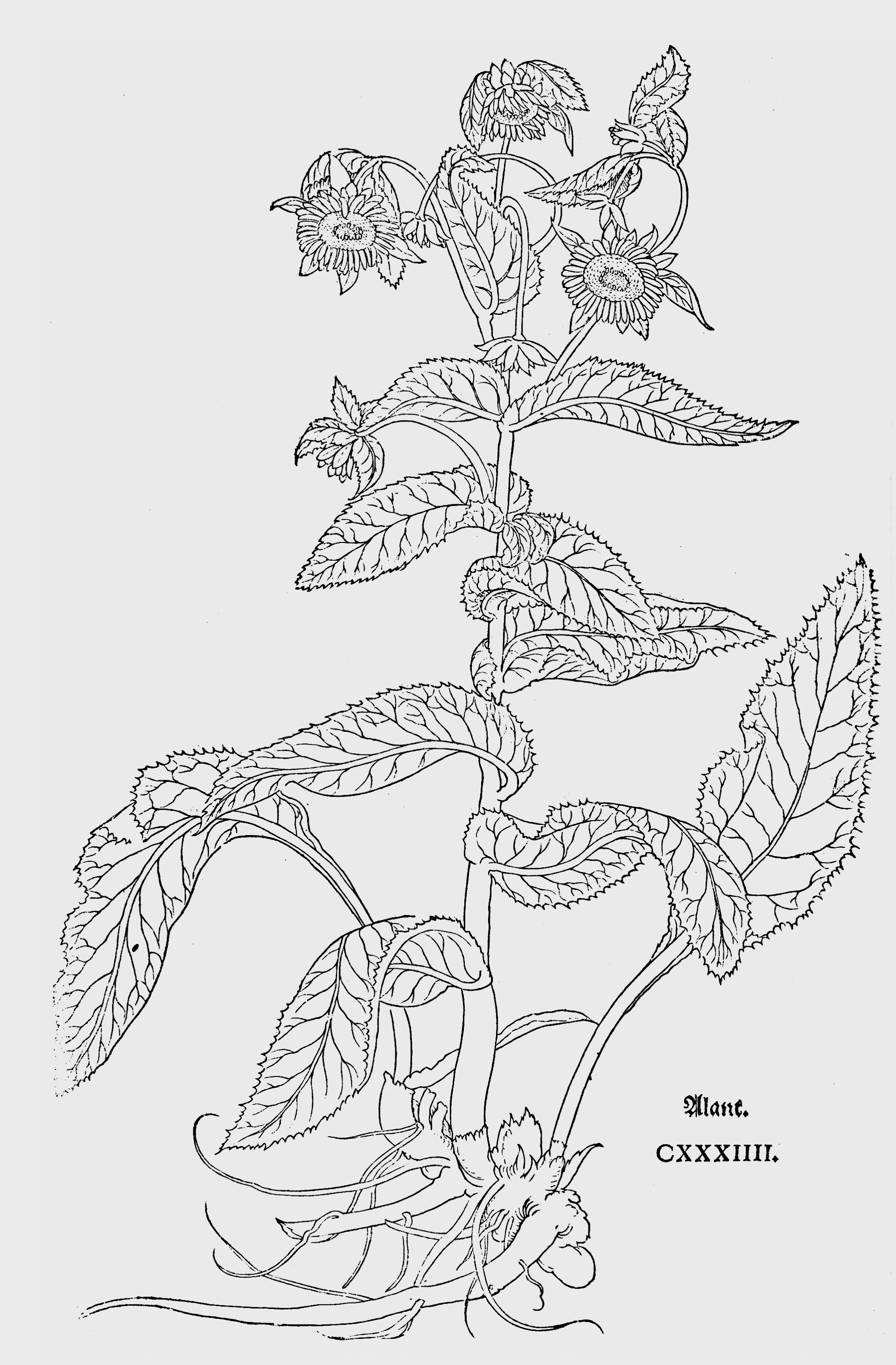
Leonhart Fuchs 1543
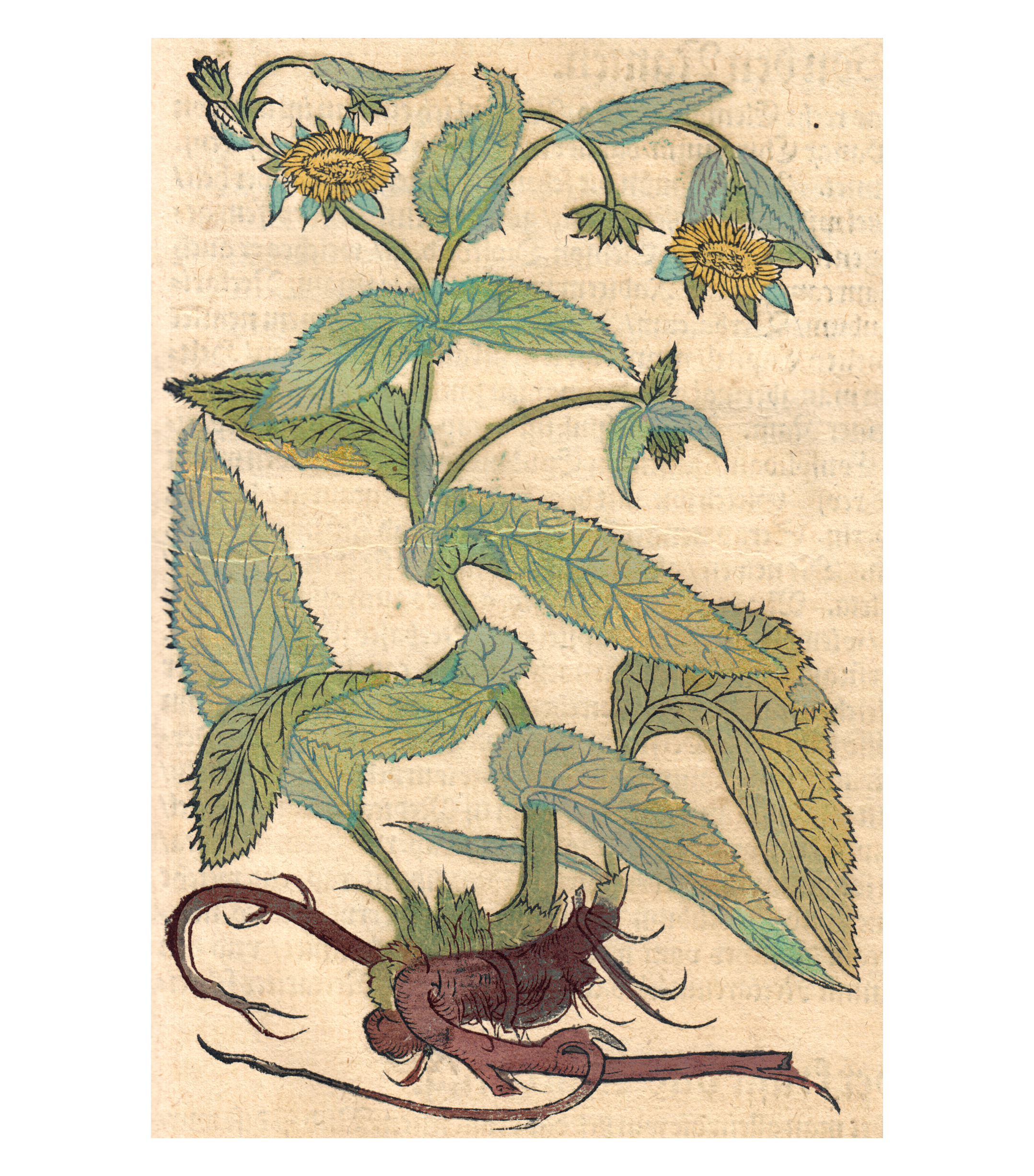
Hieronymus Bock 1546
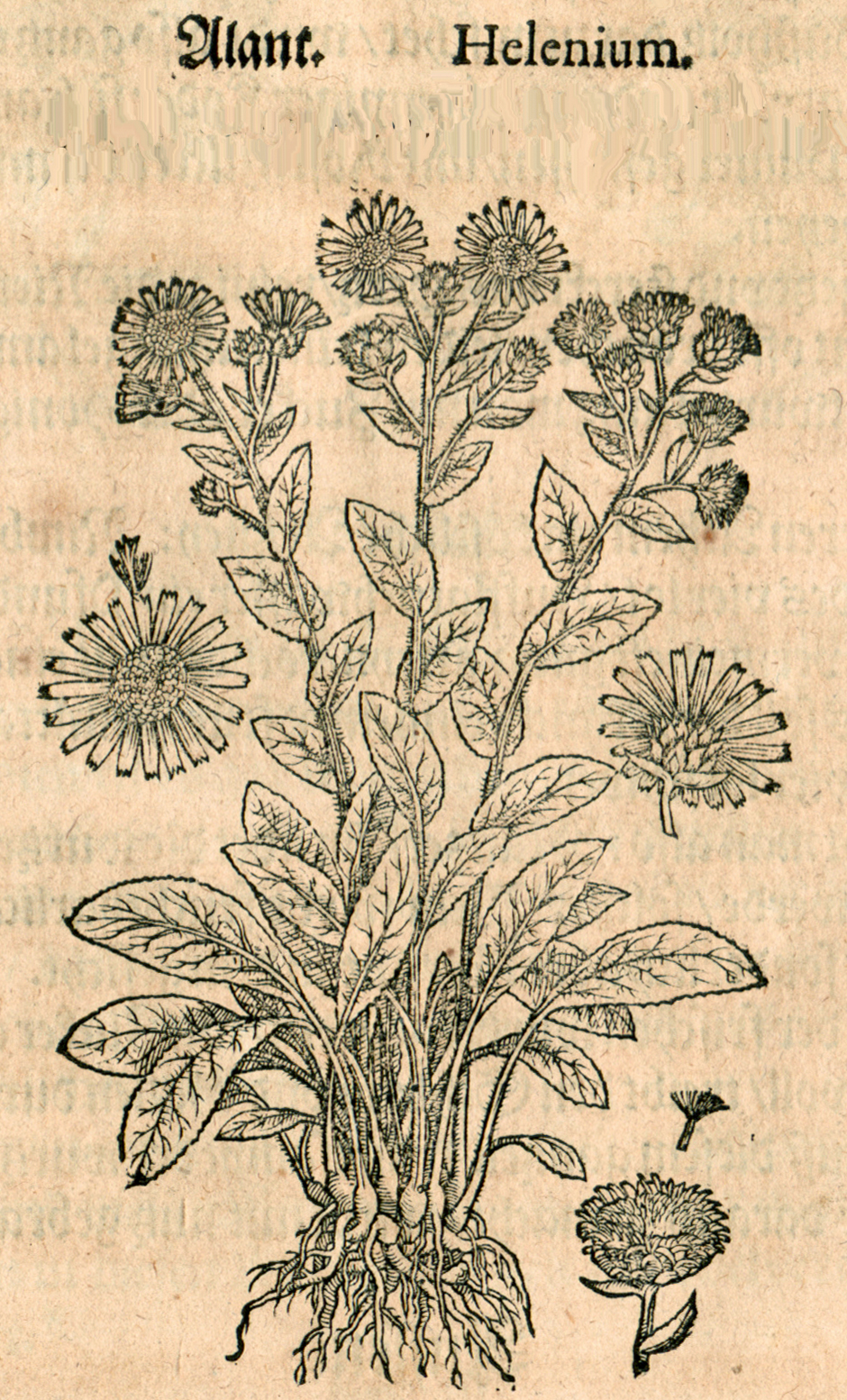
Mattioli / Handsch / Camerarius 1586
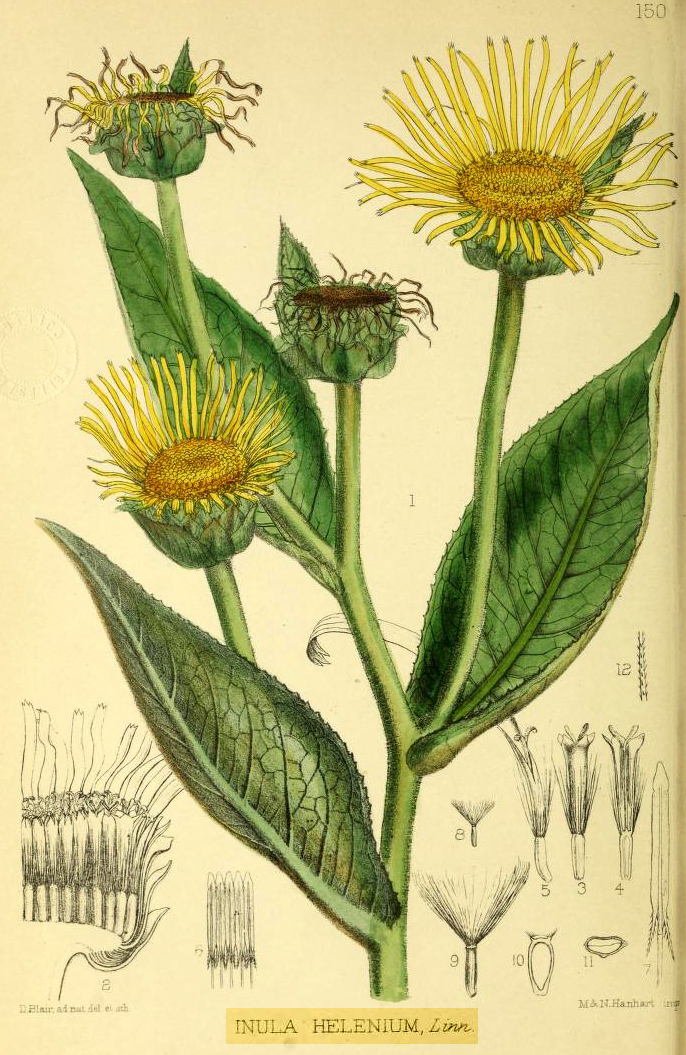
Bentley / Trimen 1880